# ميكائيل باريتو
ميكائيل باريتو (بالفرنسية: Mickaël Barreto)‏ هو لاعب كرة قدم فرنسي، ولد في 18 يناير 1991 في باريس في فرنسا. لعب مع نادي أورليانز ونادي تروا ونادي فريجوس ونادي كان.

## وصلات خارجية
- ميكائيل باريتو على موقع قاعدة بيانات كرة القدم.إي يو (الإنجليزية)
- ميكائيل باريتو على موقع Soccerway.com (الإنجليزية)